# Gilmar Dal Pozzo
Gilmar Dal Pozzo (Quilombo, 1 de setembro de 1969) é um treinador e ex-futebolista brasileiro que atuava como goleiro. Atualmente comanda a Chapecoense.

## Carreira como jogador
Atuando na posição de goleiro, defendeu clubes como Caxias, Veranópolis, Londrina, Marítimo, Goiás, Avaí, Santa Cruz e Ulbra. 
Marcou alguns gols ao longo da carreira, sendo quase todos em cobranças de pênaltis.

## Carreira como treinador

### Veranópolis
Admirador do trabalho de Tite, iniciou como técnico de futebol no Veranópolis. Neste clube sagrou-se Campeonato do Interior Gaúcho em 2008.

### Chapecoense
Assumiu o comando técnico da Chapecoense no dia 11 de setembro de 2012, substituindo Itamar Schülle. Conseguiu levar a equipe ao vice na Série B de 2013.
Foi demitido da Chape no dia 23 de maio de 2014, depois um mau início no Campeonato Brasileiro.

### ABC
Quase um ano depois, foi contratado pelo ABC em 2015, após a demissão de Josué Teixeira. No entanto, depois da equipe sofrer uma goleada por 4 a 1 contra o Paraná, pela Série B, Gilmar acabou demitido do Mais Querido.

### Náutico
Em setembro de 2015, Dal Pozzo foi contratado pelo Náutico e terminou a Série B no 5º lugar. Pela campanha feita em pouco tempo de treinamento, renovou com o clube pernambucano para a temporada 2016 com o claro objetivo de conquistar títulos. No dia 27 de abril de 2016, foi demitido da equipe alvirrubra. A razão pela demissão foram os maus resultados que estavam vindo em momentos decisivos para o clube; ele deixou a equipe com 62% dos pontos disputados em 28 partidas.

### Paysandu
Pelo Paysandu na Série B de 2016, o treinador conseguiu apenas três vitórias e sete empates em 10 jogos, além da eliminação em casa para o Juventude (3º divisão) na Copa do Brasil, o que deixou os torcedores e a comissão técnica insatisfeitos. Dos 39 pontos disputados como treinador, 24 foram na curuzu, conseguindo apenas 21, sendo que suas vitórias em Belém foram apenas contra times que estão lutando contra o rebaixamento para a Série C, como o Operário da 2º divisão do Paraná.

### Ceará
No dia 28 de novembro de 2016, foi anunciado para a temporada de 2017 como novo treinador do Ceará.
No dia 17 de fevereiro, Dal Pozzo foi hostilizado por alguns torcedores do Ceará no saguão do Aeroporto Internacional de Fortaleza, depois do time ser derrotado e consequentemente eliminado da Copa do Brasil diante do Boavista. Após o lamentável episódio, Gilmar e a diretoria do Ceará entraram em um acordo, e o treinador deixou o comando do clube cearense.

### Juventude
Foi contratado pelo Juventude no dia 7 de março de 2017, chegando para substituir Paulo César Parente. Logo na estreia venceu o Internacional.

### Retorno ao Náutico
Foi contratado pelo Náutico no começo da Série C de 2019, levando o clube ao acesso a Série B e ao título nacional da Série C. A boa campanha em 2019 inscreveu o nome de Dal Pozzo na história do tradicional clube pernambucano.
Renovou com o clube para a temporada 2020, completando um ano no cargo no dia 13 de maio. No entanto, a eliminação na semifinal do Campeonato Pernambucano e a saída precoce da Copa do Nordeste levaram a sua demissão após tropeço na segunda rodada da Série B. Após deixar o time principal, continuou como treinador do time Sub-23.

### Paraná
Acertou com o Paraná no dia 2 de novembro de 2020. Deixou o clube pouco tempo depois, tendo pedido demissão no dia 5 de janeiro de 2021. Ao final da Série B, o Tricolor da Vila acabou sendo rebaixado para a Série C.

### Joinville
Foi anunciado pelo Joinville no dia 31 de janeiro de 2022, assinando contrato até o final do Campeonato Catarinense. Deixou a equipe após o término da competição, com o Joinville tendo terminado em 9º lugar.

### Sport
Acertou com o Sport no dia 12 de março de 2022, retornando a Pernambuco dois anos depois de ter deixado o Náutico. O treinador estreou pelo Leão no dia 16 de março, numa goleada por 4 a 0 contra o Íbis na Arena de Pernambuco, em partida válida pelo Campeonato Pernambucano. No entanto, após quatro jogos sem vencer na Série B, Dal Pozzo não resistiu à pressão e foi demitido no dia 26 de junho.

### Chapecoense (segunda passagem)
Foi anunciado pela Chapecoense no dia 31 de agosto de 2022, retornando ao clube catarinense com a missão de evitar o rebaixamento na Série B. Reestreou pela Chape no dia 3 de setembro, na vitória por 3 a 0 contra a Ponte Preta, na Arena Condá.
Após cumprir a missão de evitar o rebaixamento, Dal Pozzo deixou a equipe no dia 8 de novembro, numa decisão tomada em comum acordo com a diretoria. Em onze jogos no comando do Verdão do Oeste, o treinador obteve um aproveitamento de 57,57%, com cinco vitórias, um empate e cinco derrotas.

### Ituano
Em 10 de fevereiro de 2023, foi anunciado pelo Ituano para a continuidade do Campeonato Paulista e para a disputa da Série B. Após uma derrota em casa por 2 a 0 para o Novorizontino, o treinador acabou sendo demitido no dia 20 de maio. Nos 100 dias em que permaneceu na equipe, Dal Pozzo comandou o Ituano em 18 partidas, com quatro vitórias, cinco empates e nove derrotas – um aproveitamento de 31,5%.

### Chapecoense (terceira passagem)
Seis meses após ser demitido na segunda passagem, Gilmar Dal Pozzo teve o seu retorno oficializado pela Chapecoense no dia 31 de maio de 2023.

### Avaí
Acertou com o Avaí no dia 6 de maio de 2024, assinando contrato até o fim do ano.

### Chapecoense (quarta passagem)
Em 20 de agosto de 2024, foi contratado pela Chapecoense para comandar o clube na Série B.

## Estatísticas como treinador
| Criciúma          | 13  | 3  | 4  | 6  | 23.08% |
| ABC               | 10  | 3  | 3  | 4  | 30%    |
| Náutico           | 46  | 31 | 15 | 10 | 67.39% |
| Paysandu          | 13  | 4  | 8  | 1  | 30.77% |
| Ceará             | 9   | 5  | 2  | 2  | 55.56% |
| Juventude         | 39  | 14 | 10 | 15 | 35.9%  |
| Brasil de Pelotas | 13  | 3  | 6  | 4  | 23.08% |
| Chapecoense       | 107 | 49 | 30 | 28 | 45.79% |
| Paraná            | 6   | 1  | 1  | 4  | 16.67% |
| Joinville         | 6   | 2  | 2  | 2  | 33.33% |
| Sport             | 21  | 8  | 9  | 4  | 88.89% |
| Ituano            | 18  | 4  | 5  | 9  | 31.50% |

## Títulos

### Como jogador
Caxias
- Campeonato Gaúcho: 2000

### Como treinador
Pelotas
- Copa FGF: 2008

Náutico
- Campeonato Brasileiro - Série C: 2019